# Nicomede (matematico)
Nicomede (fl. III secolo a.C.) è stato un matematico greco antico del III secolo a.C..

## Biografia

Il concoide

Non sappiamo nulla della vita di Nicomede. Per formulare un'ipotesi sulla sua datazione abbiamo alcuni limiti, dati dai riferimenti alla sua opera. Nicomede stesso criticò il metodo utilizzato da Eratostene per duplicare il cubo, sicché si presume che ne fosse contemporaneo, quindi vissuto tra 276 a.C. e 194 a.C.
Un'informazione meno certa deriva dalla scelta di Apollonio di Perga di chiamare una curva "sorella della concoide", che si presume sia un nome scelto per completare la scoperta della concoide da parte di Nicomede. Poiché Apollonio visse dal 262 a.C. circa al 190 a.C., queste due informazioni forniscono una stima abbastanza accurata delle date di Nicomede.

## Opera
Nicomede, citato da Pappo e da Eutocio, avrebbe introdotto in geometria una curva che chiamò concoide (che in greco significa conchiglia) per risolvere graficamente il problema della trisezione dell'angolo e della duplicazione del cubo.